# Chlum u Třeboně
Chlum u Třeboně là một chợ huyện thuộc huyện Jindřichův Hradec, vùng Jihočeský, Cộng hòa Séc.